# 色玉
色玉（いろだま）とは、主に商業印刷において刷色（印刷に使用したインキの色）や版数（色数）の確認やインキの濃度管理のための図形のこと。

## 概要
印刷所による製版（下版）やその確認（検版）・印刷の品質管理の他、色校正の際にアートディレクター・グラフィックデザイナーがインキの乗り具合などを確認するために使用する。特に定められた形状や様式はないが、5 - 10mm程度の円形や四角形の色面の内側もしくは近辺に刷色を示す文字（CMYKや特色のナンバー）が配置されている場合が多い。
通常、色校正や本刷りの際に版面の外側やトンボの付近やその外側に印刷され（ただしDTP化された現在ではカンプの段階で簡易色校正も兼ねて色玉が使用される場合もある）、印刷物として仕上がる際には断裁される。よってグラフィックデザイン・広告・出版、製版・印刷などの業界以外では目にする機会は少ないが、商品パッケージの糊しろ・折りしろや切手の耳紙（みみがみ）などで見ることができる（切手コレクターの間ではカラーマーク切手と呼ばれ珍重されている）。
もともと丸い図形が用いられたことからこの名称が付いたが、とりわけDTPやCTPによるプリプレス工程のデジタル化以後はより精度の高い、インキの濃度管理やキャリブレーションのため、各版100％ベタから10%刻みで網点の濃度を変化させたり、各版単色の色面だけではなく版同士を重ねた色（C+M, C+Yなど）の正方形や長方形が連なった形状のものが多くなり、カラーバーやカラーパッチと呼ばれることもある。
かつてフィルム製版が主流だった時代には、下版においてネガ現像（白黒反転）された製版フィルムが使用されていたため、色玉は各色版の識別において重要な役割を担っていたが、CTP化された現在でも検版の際に必要となるものである。